# Squadra panamense di Fed Cup
La squadra panamense di Fed Cup rappresenta Panama nella Fed Cup, ed è posta sotto l'egida della Federación Panameña de Tenis.
Essa partecipa alla competizione dal 1997 senza mai aver superato la fase zonale.

## Organico 2011
Aggiornato ai match del gruppo II (16-21 maggio 2011). Fra parentesi il ranking della giocatrice nei giorni della disputa degli incontri.
- Rosaline Zafir Chávez Tello (WTA #)
- Dania Navarro (WTA #)
- Gabriela González (WTA #)
- Ana Gabriela Meis (WTA #)

## Ranking ITF
- Il prossimo aggiornamento del ranking è previsto per il mese di febbraio 2012.

| Panamá nel Ranking ITF (aggiornata al 7 novembre 2011) |           |        |                            |
| Pos                                                    | Squadra   | Punti  | Gruppo                     |
| 81                                                     | Lituania  | 102.50 | Gruppo III - Europa/Africa |
| 82                                                     | Oman      | 90.00  | Gruppo II - Asia/Oceania   |
| 83                                                     | Algeria   | 82.50  | Gruppo III - Europa/Africa |
| 84                                                     | Panamá    | 81.75  | Gruppo II - Americhe       |
| 85                                                     | Bermuda   | 46.50  | Gruppo II - Americhe       |
| 86                                                     | Honduras  | 21.75  | Gruppo II - Americhe       |
| 87                                                     | Mauritius | 20.00  | Gruppo III - Europa/Africa |